# Nagroda Brytyjskiej Akademii Filmowej za najlepszy scenariusz oryginalny
Nagroda BAFTA za najlepszy scenariusz oryginalny jest przyznawana od 1984 (za filmy z 1983), kiedy to oryginalna kategoria (Nagroda BAFTA za najlepszy scenariusz) została podzielona na dwie nagrody; tą drugą jest Nagroda BAFTA za najlepszy scenariusz adaptowany.

## Lista zwycięzców i nominowanych

### 1983–1989
1983: 
Paul D. Zimmerman − Król komedii
- Bill Forsyth − Biznesmen i gwiazdy
- Timothy Harris, Herschel Weingrod − Nieoczekiwana zmiana miejsc
- Woody Allen − Zelig

1984: Woody Allen − Danny Rose z Broadwayu
- Bill Forsyth − Komfort i radość
- Alan Bennett − Prywatne zajęcia
- Lawrence Kasdan, Barbara Benedek − Wielki chłód

1985: Woody Allen − Purpurowa róża z Kairu
- Hanif Kureishi − Moja piękna pralnia
- Robert Zemeckis, Bob Gale − Powrót do przyszłości
- Earl W. Wallace, William Kelley − Świadek

1986: Woody Allen − Hannah i jej siostry
- Paul Hogan, Ken Shadie, John Cornell − Krokodyl Dundee
- Robert Bolt − Misja
- Neil Jordan − Mona Lisa

1987: David Leland − Szkoda, że Cię tu nie ma
- John Boorman − Nadzieja i chwała
- David Leland − Personal Services
- Woody Allen − Złote czasy radia

1988: Shawn Slovo – Świat na uboczu
- Louis Malle – Do zobaczenia, chłopcy
- John Cleese – Rybka zwana Wandą
- John Patrick Shanley – Wpływ księżyca

1989: Nora Ephron − Kiedy Harry poznał Sally
- Ronald Bass, Barry Morrow − Rain Man
- Steven Soderbergh − Seks, kłamstwa i kasety wideo
- Tom Schulman − Stowarzyszenie Umarłych Poetów

### 1990–1999
1990: Giuseppe Tornatore − Cinema Paradiso
- J.F. Lawton − Pretty Woman
- Bruce Joel Rubin − Uwierz w ducha
- Woody Allen − Zbrodnie i wykroczenia

1991: Anthony Minghella − Głęboko, prawdziwie, do szaleństwa
- Richard LaGravenese − Fisher King
- Callie Khouri − Thelma i Louise
- Peter Weir − Zielona karta

1992: Woody Allen − Mężowie i żony
- David Webb Peoples − Bez przebaczenia
- Neil Jordan − Gra pozorów
- Peter Chelsom, Adrian Dunbar − Wysłuchaj mej pieśni

1993: Danny Rubin, Harold Ramis − Dzień świstaka
- Nora Ephron, David S. Ward, Jeff Arch − Bezsenność w Seattle
- Jane Campion − Fortepian
- Jeff Maguire − Na linii ognia

1994: Quentin Tarantino, Roger Avary − Pulp Fiction
- Richard Curtis − Cztery wesela i pogrzeb
- Ron Nyswaner − Filadelfia
- Stephan Elliott − Priscilla, królowa pustyni

1995: Christopher McQuarrie − Podejrzani
- Andrew Kevin Walker − Siedem
- Woody Allen, Douglas McGrath − Strzały na Broadwayu
- P.J. Hogan − Wesele Muriel

1996: Mike Leigh − Sekrety i kłamstwa
- Jan Sardi − Blask
- Joel i Ethan Coenowie − Fargo
- John Sayles − Na granicy
- Mark Herman − Orkiestra

1997: Gary Oldman − Nic doustnie
- Paul Thomas Anderson − Boogie Nights
- Simon Beaufoy − Goło i wesoło
- Jeremy Brock − Jej wysokość pani Brown

1998: Andrew Niccol − Truman Show
- Michael Hirst − Elizabeth
- Marc Norman, Tom Stoppard − Zakochany Szekspir
- Vincenzo Cerami, Roberto Benigni − Życie jest piękne

1999: Charlie Kaufman – Być jak John Malkovich
- Alan Ball – American Beauty
- M. Night Shyamalan – Szósty zmysł
- Pedro Almodóvar – Wszystko o mojej matce
- Mike Leigh – Topsy-Turvy

### 2000–2009
2000: Cameron Crowe − U progu sławy
- Lee Hall − Billy Elliot
- Susannah Grant − Erin Brockovich
- David Franzoni, John Logan, William Nicholson − Gladiator
- Ethan Coen, Joel Coen − Bracie, gdzie jesteś?

2001: Jean-Pierre Jeunet i Guillaume Laurant – Amelia
- Julian Fellowes – Gosford Park
- Baz Luhrmann i Craig Pearce – Moulin Rouge!
- Alejandro Amenábar – Inni
- Wes Anderson i Owen Wilson – Genialny klan

2002: Pedro Almodóvar – Porozmawiaj z nią
- Jay Cocks, Steven Zaillian, Kenneth Lonergan – Gangi Nowego Jorku
- Carlos Cuarón, Alfonso Cuarón – I twoją matkę też
- Steven Knight – Niewidoczni
- Peter Mullan – Siostry magdalenki

2003: Tom McCarthy – Dróżnik
- Guillermo Arriaga – 21 gramów
- Denys Arcand – Inwazja barbarzyńców
- Andrew Stanton, Bob Peterson i David Reynolds – Gdzie jest Nemo?
- Sofia Coppola – Między słowami

2004: Charlie Kaufman – Zakochany bez pamięci
- John Logan Aviator
- Stuart Beattie – Zakładnik
- James L. White – Ray
- Mike Leigh – Vera Drake

2005: Paul Haggis i Bobby Moresco – Miasto gniewu
- Cliff Hollingsworth i Akiva Goldsman – Człowiek ringu
- George Clooney i Grant Heslov – Good Night and Good Luck
- Keir Pearson i Terry George – Hotel Ruanda
- Martin Sherman i Micki Attridge – Pani Henderson

2006: Michael Arndt – Mała miss
- Guillermo Arriaga – Babel
- Guillermo del Toro – Labirynt fauna
- Peter Morgan – Królowa
- Paul Greengrass – Lot 93

2007: Diablo Cody – Juno
- Steven Zaillian – Amerykański gangster
- Florian Henckel von Donnersmarck – Życie na podsłuchu
- Tony Gilroy – Michael Clayton
- Shane Meadows – To właśnie Anglia

2008: Martin McDonagh – Najpierw strzelaj, potem zwiedzaj
- Joel Coen i Ethan Coen – Tajne przez poufne
- J. Michael Straczynski – Oszukana
- Yves Marmion i Philippe Claudel – Kocham cię od tak dawna
- Dustin Lance Black – Obywatel Milk

2009: Mark Boal – The Hurt Locker. W pułapce wojny
- Joel Coen i Ethan Coen – Poważny człowiek
- Quentin Tarantino – Bękarty wojny
- Jon Lucas i Scott Moore – Kac Vegas
- Pete Docter i Bob Peterson – Odlot

### 2010–2019
2010: David Seidler – Jak zostać królem
- Mark Heyman, Andrés Heinz i John J. McLaughlin – Czarny łabędź
- Scott Silver, Paul Tamasy i Eric Johnson – Fighter
- Christopher Nolan – Incepcja
- Lisa Cholodenko i Stuart Blumberg – Wszystko w porządku

2011: Michel Hazanavicius – Artysta
- Annie Mumolo i Kristen Wiig – Druhny
- John Michael McDonagh – Gliniarz
- Woody Allen – O północy w Paryżu
- Abi Morgan – Żelazna Dama

2012: Quentin Tarantino – Django
- Michael Haneke – Miłość
- Paul Thomas Anderson – Mistrz
- Wes Anderson i Roman Coppola – Kochankowie z Księżyca
- Mark Boal – Wróg numer jeden

2013: Eric Warren Singer i David O. Russell – American Hustle
- Woody Allen – Blue Jasmine
- Joel i Ethan Coenowie – Co jest grane, Davis?
- Alfonso Cuarón i Jonás Cuarón – Grawitacja
- Bob Nelson – Nebraska

2014: Wes Anderson – Grand Budapest Hotel
- Alejandro González Iñárritu, Nicolás Giacobone, Alexander Dinelaris Jr. i Armando Bó – Birdman
- Richard Linklater – Boyhood
- Damien Chazelle – Whiplash
- Dan Gilroy – Wolny strzelec

2015: Tom McCarthy i Josh Singer – Spotlight
- Matt Charman, Ethan i Joel Coenowie – Most szpiegów
- Josh Cooley, Pete Docter i Meg LeFauve – W głowie się nie mieści
- Alex Garland – Ex Machina
- Quentin Tarantino – Nienawistna ósemka

2016: Kenneth Lonergan – Manchester by the Sea
- - Guillermo del Toro, Vanessa Taylor – Kształt wody
  - Greta Gerwig – Lady Bird
  - Jordan Peele – Uciekaj!
  - Steven Rogers – Jestem najlepsza. Ja, Tonya

2017: Martin McDonagh – Trzy billboardy za Ebbing, Missouri
- Damien Chazelle – La La Land
- Barry Jenkins – Moonlight
- Paul Laverty – Ja, Daniel Blake
- Taylor Sheridan – Aż do piekła

2018: Deborah Davis, Tony McNamara – Faworyta
- Janusz Głowacki i Paweł Pawlikowski – Zimna wojna
- Brian Currie, Peter Farrelly, Nick Vallelonga – Green Book
- Alfonso Cuarón – Roma
- Adam McKay – Vice

2019:  Bong Joon-ho, Han Jin-won – Parasite
- Noah Baumbach – Historia małżeńska
- Susanna Fogel, Emily Halpern, Sarah Haskins, Katie Silberman – Szkoła melanżu
- Rian Johnson – Na noże
- Quentin Tarantino – Pewnego razu... w Hollywood